# Ernst Nobbe
Ernst Nobbe (geb. 25. Dezember 1894 in Elberfeld; gest. 7. November 1938 in Altenburg)  war ein deutscher Dirigent und Intendant, der ab 1933 als Generalintendant bzw. Generalmusikdirektor des Deutschen Nationaltheaters und Staatskapelle Weimar wirkte.

## Leben
Nobbe promovierte 1922 an der Universität Leipzig zum Dr. phil. Er war zunächst in Stuttgart, wurde aber wegen des Verdachtes auf Homosexualität seines Postens enthoben. 1927–1932 war er Kapellmeister in Weimar, 1932/33 in Schwerin. Zum 1. November 1931 trat er der NSDAP bei (Mitgliedsnummer 772.101). Sein Amt als Generalintendant bzw. Generalmusikdirektor in Weimar übte er allerdings von 1933 an nur drei Jahre aus und wurde 1936 von Hans Severus Ziegler abgelöst. Nobbe erkrankte bereits 1934 an Gelenkrheumatismus, sodass er zeitweilig von Ziegler vertreten werden musste. Nobbe hatte wesentlichen Anteil an der Gleichschaltung der Deutschen Nationaltheater und Staatskapelle Weimar. 1937 wurde er noch Generalintendant am Landestheater Altenburg.

## Werke
Ernst Nobbe: Die thematische Entwicklung der Sonatenform im Sinne der Hegel'schen Philosophie betrachtet, Triltsch, Würzburg 1941 (zugl. Leipzig, Phil. Diss., 1922).